# كلايف سباش
كلايف سباش (بالإنجليزية: Clive L. Spash) هو خبير اقتصادي بيئي . يشغل حاليًا منصب رئيس قسم السياسات العامة والحوكمة في جامعة فيينا للاقتصاد والأعمال، منذ عام 2010. كان رئيس تحرير المجلة الأكاديمية قيم بيئية حتى عام 2021، بعد أن عمل في المجلة بمختلف المناصب على مدار ثلاثة عقود.

## الحياة المهنية
درس سباش الاقتصاد في جامعة ستيرلينغ وحصل على البكالوريوس الآداب مع مرتبة الشرف. وكان عنوان أطروحته "انبعاث الكبريت وترسيبه في أوروبا: مشكلة التلوث العابر للحدود".
وحصل على الماجستير في الدراسات متعددة التخصصات من جامعة كولومبيا البريطانية بأطروحة عنوانها "قياس الفوائد الملموسة لتحسين البيئة: تقييم اقتصادي لأضرار المحاصيل الإقليمية الناجمة عن الأوزون".
وحصل على الدكتوراه بامتياز في الاقتصاد من جامعة وايومنغ عام 1993، متخصصًا في اقتصاديات الموارد والبيئة والمالية العامة.
وحازت أطروحته "التحويلات بين الأجيال والأضرار البيئية طويلة الأجل: تعويض الأجيال القادمة عن تغير المناخ العالمي الناجم عن ظاهرة الاحتباس الحراري"، على جائزة جامعة وايومنغ لأفضل أطروحة في العلوم الاجتماعية، عام 1993.
فاز سباش بمنصب نائب رئيس الجمعية الأوروبية للاقتصاد البيئي (ESEE) في اجتماعها الافتتاحي بمدينة سان كوينتين آن إيفلين، فرنسا عام 1996. وأعيد انتخابه لفترة ثانية من قبل أعضاء الجمعية في الاجتماع العام بمدينة جنيف، سويسرا عام 1998. ثم ترأس الجمعية لفترتين متتاليتين من عام 2000 إلى عام 2006. وخلال هذا الوقت ساعد في كتابة دساتير ديمقراطية جديدة لكل من ESEE و ISEE، وأسس نشرة ESEE مع بن ديفيز كمحرر، وأنشأ هيكل لجنة الجمعيات ونظم المؤتمرات الأوروبية.
من عام 1996 إلى عام 2001 حاضر في قسم اقتصاد الأراضي في جامعة كامبريدج وعمل مديرًا لمعهد أبحاث كامبريدج للبيئة (CRE). ثم انتقل إلى جامعة أبردين وترأس قسم الأبحاث في الاقتصاد البيئي، وبرنامج الأبحاث الاجتماعية والاقتصادية (SERP) في معهد ماكولاي لأبحاث استخدام الأراضي.
في عام 2006 عين سباش رئيس تنفيذي للعلوم في هيئة البحوث الأسترالية (CSIRO). بعد الانتهاء من إعداد ورقة بحثية نقدية عن تجارة الانبعاثات ــ والتي اجتازت عملية مراجعة الأقران ــ تدخلت الوكالة ودفعت نحو إدخال تغييرات جوهرية. أدى سلوك CSIRO إلى مناقشات مثيرة للجدل داخل المجتمع العلمي، وأفادت مجلة نيتشر بكامل الصراع. وأثناء الجدل، غادر سباش الوكالة في نهاية عام 2009.

## المساهمات العلمية الرئيسية
كان سباش من أوائل الاقتصاديين المهتمين بتغير المناخ، وكان رائداً في إيجاد اقتصاديات بديلة للبيئة. حيث اتبع بعضًا من أعمال مشرفه على الدكتوراه، رالف دارج (Ralph C. d’Arge)، في استكشاف الآثار الاقتصادية والأخلاقية للمساواة بين الأجيال. وقد بنى عليه قضايا التعويض عن الضرر عبر الأجيال والقيود الأخلاقية للنهج الاقتصادي. ظهر هذا في كتابه "اقتصاديات الاحتباس الحراري" ، والذي يغطي التاريخ والعلم والاقتصاد والأخلاق والسياسة العامة المتعلقة بتغير المناخ، وتميز بتأملاته النقدية الشديدة حول المناهج الاقتصادية السائدة التي تستخدم تحليل التكلفة والفائدة الاجتماعية وعمل ويليام نوردهاوس.
كرس سباش اهتمامه للعواقب الاجتماعية والاقتصادية لعديد من المشاكل البيئية (مثل: الترسب الحمضي، وأوزون التروبوسفير، والغازات الدفيئة، والحفاظ على النظام البيئي وحماية الأنواع). وكان عمله في اقتصاديات التنوع الحيوي من أوائل الأعمال في هذا المجال. وشمل عمله في الاعتبارات الأخلاقية في الاقتصاد المساواة بين الأجيال، بالإضافة إلى غير البشر ومعاملتهم في الاقتصاد. وقد انعكست المخاوف السلوكية في سلسلة من المقالات حول علم النفس الاجتماعي (علم الاجتماع) . كما أدمج تاريخ الفكر وفلسفة العلوم في إعادة صياغة للأسس الاقتصاد الوجودية والمعرفية كمجال. وأكد هذا بشكل خاص على أهمية دمج البعد الاجتماعي باعتباره مرتبطًا ارتباطًا وثيقًا بالاقتصاد البيئي كعلم واقعي. وهو ما يسمى بنهج الاقتصاد البيئي الاجتماعي.

### انتقاده للاقتصاد السائد
انتقد سباش النهج الاقتصادي السائد في التعامل مع البيئة. بسبب أسسها الأخلاقية المحدودة، وفشلها في معالجة المشاكل الواضحة بأساليبها الخاصة، ومشاكلها مع نظرية التفضيل، والمشاكل الاجتماعية المتعلقة بالدعوة إلى نمو الاقتصاد الكلي، وإخفاقات نظرية المستهلك، والافتقار العام للواقعية لدى الاقتصاديين السائدين.

### مجلة القيم البيئية
عمل سباش في مجال تقييم النظام البيئي وأصبح رئيس تحرير مجلة القيم البيئية (2006-2021). كشفت أبحاثه تطبيق تحليل التكلفة والفائدة على التغير البيئي وخاصة أضرار تلوث الهواء. انتقل هذا البحث من العمل على الترسب الحمضي في التروبوسفير إلى الغازات الدفيئة وتغير المناخ.
وشارك في تأليف كتاب مدرسي حول تحليل التكلفة والفائدة البيئية، لكن عمله كان ينتقد هذا النهج بشكل متزايد. حيث أظهر أن التركيز على معدلات الخصم في دراسة الأخلاقيات بين الأجياليخفي قيم ضمنية مدعيًا الموضوعية. كما يبين كتابه "اقتصاديات الاحتباس الحراري" خطأ اختزال حالة عدم اليقين القوي (الغموض الاجتماعي والجهل) إلى حالة عدم يقين ضعيفة (مخاطر احتمالية).

### تحليل التكلفة والفائدة البيئية، والتقييم الاحتمالي والمتعمد
تطور عمل سباش في مجال تحليل التكلفة والفائدة البيئية (مثل هانلي وسباش) ليصبح استكشافًا لعلم النفس الاجتماعي والدوافع وراء القيم البيئية. واستخدم التقييم الاحتمالي لإجراء البحوث التجريبية بطرق مبتكرة شملت الدوافع الأخلاقية والمواقف والمعايير.
وكشف عمله عن إخفاقات أساسية في أبحاث التقييم الاحتمالي واستخدامها في السياسة العامة من قبل الاقتصاديين البيئيين.
انتقل بعد ذلك إلى استكشاف إمكانيات النهج التداولي البديل، ودمجها مع التقييم النقدي، وتداعيات التداول على نظرية القيمة الاقتصادية.
أشار سباش إلى مصطلح التقييم النقدي التداولي لتلخيص الأساليب لدمج تقييمات الاستعداد الفردي للدفع لتقييم الأضرار البيئية والحفاظ عليها مع الأساليب الجماعية والطرق المختلفة ذات الصلة.
وأشار إلى أن القيم الاجتماعية تختلف نوعيًا عن مجموع القيم الفردية، مسلطًا الضوء على نقطة ضعف تم تجاهلها في النتائج التي جمعت من دراسات DMV؛ وأن نتائج أبحاث DMV توضح تعقيد أنظمة القيم والتفضيلات البشرية، والتي لا يتم التقاطها من خلال التصورات الاقتصادية الشائعة وبالطريقة نفسها؛ وأن "الاستبعاد والتحديد المسبق للقيم" المتأصل في أساليب DMV التي تمارس بشكل شائع يمنع التعبير عن تعدد القيم.
تم اقتراح نهج بديل قائم على الخطاب لمعالجة هذه المخاوف المنهجية، ويتضمن هذا إعادة تصور DMV كاتفاقية تتضمن التنافس على الخطابات.

### اقتصاديات المناخ
تتضمن اقتصادياته المناخية انتقادات واقعية وأخلاقية للاقتصاد السائد واستهدفت أعمال ديفيد بيرس وويليام نوردهاوس وريتشارد تول وغيرهم.
حيث قام بتحليل عمل اللورد ديفيد ستيرن في تقرير ستيرن وضمن مجموعة اقتصاد المناخ الجديد.
تشمل انتقاداته لاقتصاديات تغير المناخ أخلاقياته بين الأجيال، ونهجه تجاه المستقبلات غير المؤكدة التي تنطوي على الجهل والغموض، ونهج التكلفة والفائدة الاجتماعية في صنع القرار.
كما انتقد النهج الاقتصادي السائد للسياسة المتمثلة في تجارة انبعاثات الكربون، والمعروف باسم نظام سقف الانبعاثات والمتاجرة بها.
وقد تم فرض رقابة على عمله في هذا المجال من قبل حكومة أستراليا ولكن تم نشره بعد أطاح تصويت مجلس الشيوخ بالحكومة. يرى سباش أن تجارة الكربون فاشلة من الناحية نظريًا وعمليًا وفي أشكالها الإلزامية والطوعية.
وزعم أن اتفاق باريس للمناخ فشل في معالجة الواقع وليس نجاحًا كبيرًا يمكن البناء عليه.
وقد خلص سباش إلى تأييد المناهج القائمة على الحقوق والتنظيم بدلاً من النفعية وتجارة الكربون.

### اقتصاديات التنوع البيولوجي
ربط سباش قضايا التقييم بالمواقف الأخلاقية ورفض المقايضة بين فقدان الأنواع والنظم البيئية، وقارن الأخلاقيات القائمة على الحقوق بالنفعية في الحفاظ على البيئة. كان أحد أوائل الاقتصاديين الذين عملوا على تقييم التنوع البيولوجي في الاقتصاد.
وقد طور أسسًا للتحقيق التجريبي في رفض التنازل عن الأنواع والنظم البيئية مقابل المال مستندًا إلى تفضيلات لغوية معينة.
أدى العمل في اقتصاديات التنوع البيولوجي أيضًا إلى انتقاد النفعية التفضيلية وانتشار الاقتصاد السائد في علم البيئة وعلم الحفظ الحيوي.
في أوائل تسعينيات القرن العشرين، صمم سباش دراسة استقصائية أجريت في اسكتلندا حول الغابات لاستكشاف تقييم التنوع الحيوي وحدوث الاحتجاجات لإجراء التسويات التي افترض خبراء الاقتصاد سابقًا أنها عقلانية.
وقد طور هذا الأمر بشكل أكبر في دراسات إعادة إنشاء الأراضي الرطبة في شرق أنجليا وتحسين الشعاب المرجانية في كوراساو. وُجِد أن استجابات الرغبة الفردية في الدفع من التقييم الاحتمالي كانت بمثابة مساهمات خيرية بالنسبة للعديد من المستجيبين، وليست أسعارًا تجارية كما افترض خبراء الاقتصاد.
توسع العمل ليشمل البحث في المواقف والمعايير الاجتماعية باستخدام مقاييس من علم النفس الاجتماعي والتساؤل حول الادعاءات المختلفة المقدمة حول نتائج التقييم الاحتمالي.
وقد شككت أعمال سابقة عن مدى ملائمة المقاييس السائدة للمواقف البيئية التي يستخدمها علماء النفس الاجتماعيون وفي جوانب من أعمال دانييل كانمان حول التقييم.
وعندما صدر "اقتصاد التنوع البيولوجي: مراجعة داسجوبتا" في عام 2021، والذي دعا إلى اعتماد مفهوم رأس المال الطبيعي، قدم سباش نقدًا للتقرير.

### الاقتصاد البيئي الاجتماعي
في العقد الأول من القرن الحادي والعشرين توجهت أبحاث سباش نحو تطوير تحول نموذجي نحو الاقتصاد البيئي الاجتماعي.
وشد على ضرورة أن يكون للاقتصاد البيئي أسس راسخة في فلسفة العلوم وأن يربط علم الوجود بنظرية المعرفة بدلاً من اتباع التعددية الانتقائية في الاقتصاد.
وتدعم استنتاجاته الرئيسية هنا الحاجة إلى دمج المعرفة الاجتماعية والبيئية والاقتصادية، والجمع بين المدارس الفكرية غير التقليدية في تعددية منهجية منظمة. يُنظر إلى هذا باعتباره طريقًا للمضي قدمًا يشدد على "الجوانب الهيكلية للاقتصادات الناشئة عن بنية ووظيفة كل من المجتمع والبيئة وتعتمد عليهما". يرفض هذا التصور المناهج الاختزالية ويبني على التداخل بين التخصصات (بدلاً من الانضباط الأحادي أو المتعدد)، مع دمج عدم قابلية القيم للقياس وتعددية القيم.  توصي أبحاثه بفلسفة العلم الواقعية النقدية.
وسلطت أبحاث سباش الضوء على المشاكل الناتجة عن تصور الاقتصاد البيئي باعتباره مزيجًا بسيطًا من تخصصين (علم البيئة والاقتصاد) اللذين يظلان منفصلين عن بعضهما البعض وغير متأثرين بتفاعلهما.
وطور هذا النقد إلى ليصبح استكشافًا للانقسامات داخل الاقتصاد البيئي، والحركة البيئية عامةً، من خلال تحديد ثلاث فئات: الاقتصاديون البيئيون الاجتماعيون، والبراجماتيون البيئيون الجدد، واقتصاديو الموارد الجدد. يتضمن عمله بعض الأدلة التجريبية على هذه الفئات.
وبعيدًا عن التقسيم البسيط داخل المجال، أصبح يُنظر إلى فئة الاقتصاد البيئي الاجتماعي كنموذج جديد. يرى سباش أن الاقتصاد البيئي الاجتماعي هو الطريق إلى الأمام في مجال الاقتصاد بشكل عام.
في عام 2024 نشر كتابًا حول هذا الموضوع يحدد فيه النهج الذي يغطي أسسه، والنهج في فلسفة العلوم بما في ذلك الواقعية النقدية وكيف يحتاج الاقتصاد إلى إعادة توجيهه من خلال تحول نموذجي. وتم الاستشهاد بالكتاب باعتباره يضع الأسس العلمية لحركة تراجع النمو.

## المنشورات
الكتب
- أسس الاقتصاد البيئي الاجتماعي: النضال من أجل التغيير الثوري في الفكر الاقتصادي، مانشستر: مطبعة الجامعة،(2024).
- دليل روتليدج للاقتصاد البيئي: الطبيعة والمجتمع، أبينغدون ونيويورك: روتليدج، (2017).
- اقتصاد الاحتباس الحراري: القيمة والأخلاق، لندن: روتليدج، (2002).
- مارتن أوكونور وكلايف سباش، التقييم والبيئة: النظرية والأساليب والممارسة، تشيلتنهام: إدوارد إلجار، (1999).

المقالات/فصول الكتب
- كلايف سباش وكارين دوبرنيج، نظريات الاستهلاك المستدام وغير المستدام، في دليل روتليدج للاقتصاد البيئي: الطبيعة والمجتمع،(ص 203–213). أبينغدون ونيويورك: روتليدج، (2017).
- كلايف سباش وكليمنس جاترينجر، الإخفاقات الأخلاقية في اقتصاديات المناخ في أدريان والش، وساد هورميو، ودونكان بورفيس، الأسس الأخلاقية للاقتصاد المناخي (ص 162–182)، أبينغدون ونيويورك: روتليدج، (2017).
- كلايف سباش، وهذا لا يغير شيئا: اتفاق باريس يتجاهل الواقع. العولمة 13 رقم 6: (928-933)، (2016).
- كلايف سباش، عالم جديد وشجاع لتجارة الكربون. الاقتصاد السياسي الجديد، 15، رقم 2: (169-195)، (2010).
- كلايف سباش، الرقابة على العلوم في البحث العلمي رسميًا، القيم البيئية 19 رقم 2: (141-146)، (2010).
- كلايف سباش، الاقتصاد السياسي للطبيعة، مراجعة الاقتصاد السياسي، 7، رقم 3: (279-293)، (1995).
- كلايف سباش وإيان سيمبسون، بدائل نفعية وقائمة على الحقوق لحماية المواقع ذات الأهمية العلمية الخاصة، مجلة الاقتصاد الزراعي، 45 رقم 1: (15-26)، (1994).